# Гвайазулен

Структурная формула гвайазулена

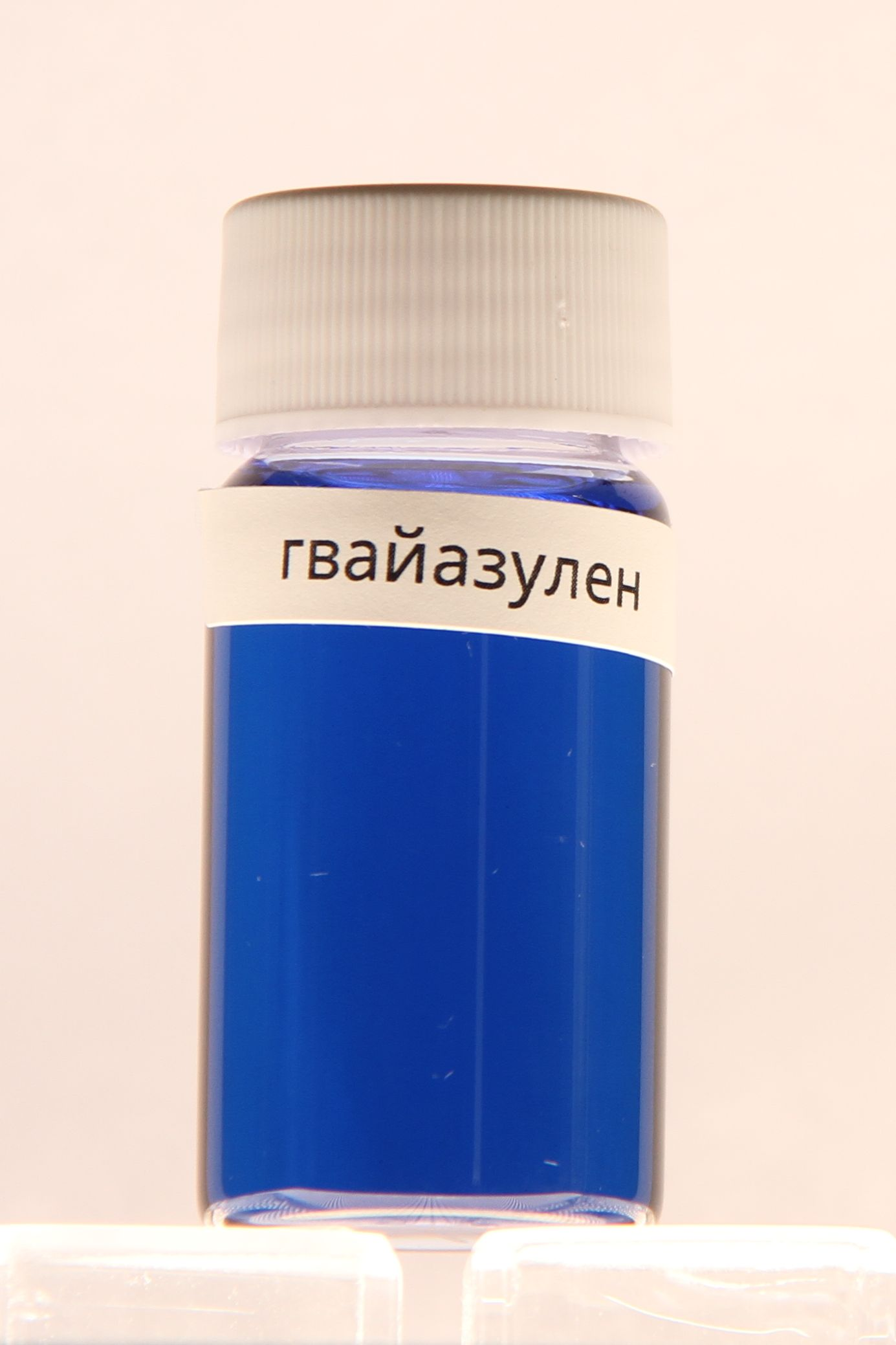
Раствор гвайазулена в диметилсульфоксиде с добавкой гидрохинона в качестве антиоксиданта

Гвайазуле́н, также азуло́н или 1,4-димети́л-7-и́зопропи́лазуле́н, – темно-синий кристаллический углеводород. Производное азулена. Представляет собой бициклический сесквитерпен.
Входит в состав некоторых природных эфирных масел, в основном гваякового и ромашкового масла, исподбзуемых для его получения.
Является основным пигментом мягких кораллов нескольких видов.
Низкая температура плавления затрудняет использование гвайазулена, в отличие от кристаллического азулена.
Электронная структура (и цвета) гвайазулена и азулена очень похожи. 

## Применение
Гвайазулен применяется в косметических средствах и одобрен Управлением по санитарному надзору за качеством пищевых продуктов и медикаментов США. Гвайазулен или его 3-сульфонат является компонентом некоторых средств  для ухода за кожей вместе с другими снижаюшими раздражение кожи веществами, такими как аллантоин.
Гвайазулен применяется в качестве индикаторного красителя, та как имеет известную скорость испарения для определения срока годности различных изделий (например, инсектицидных ловушек).     